# Bicellarina
Bicellarina is een mosdiertjesgeslacht uit de familie van de Bugulidae en de orde Cheilostomatida

## Soorten
- Bicellarina alderi  (Busk, 1859)

Niet geaccepteerde soort:
- Bicellarina enucleata → Jubella enucleata Jullien, 1882